# Бемо

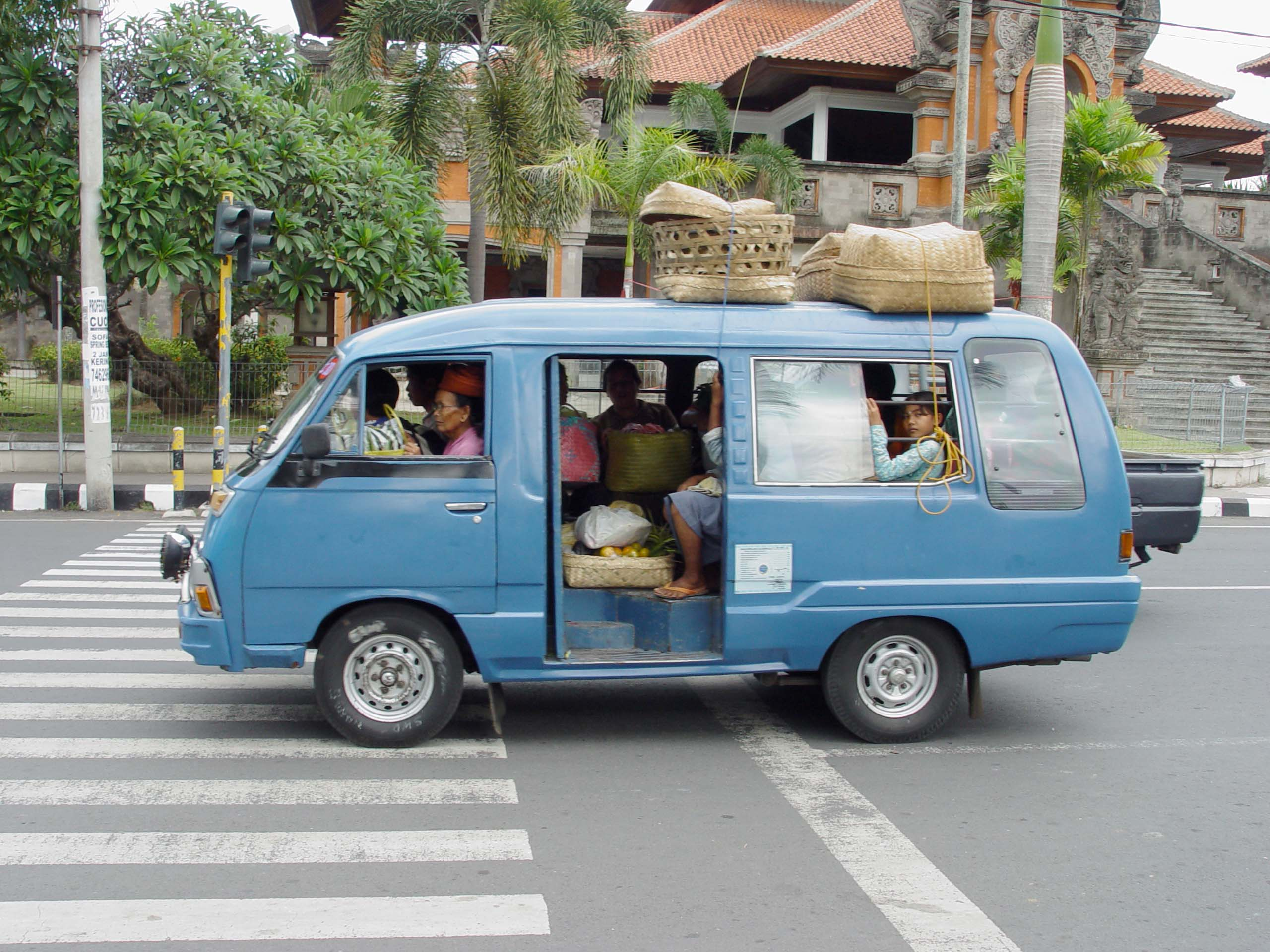

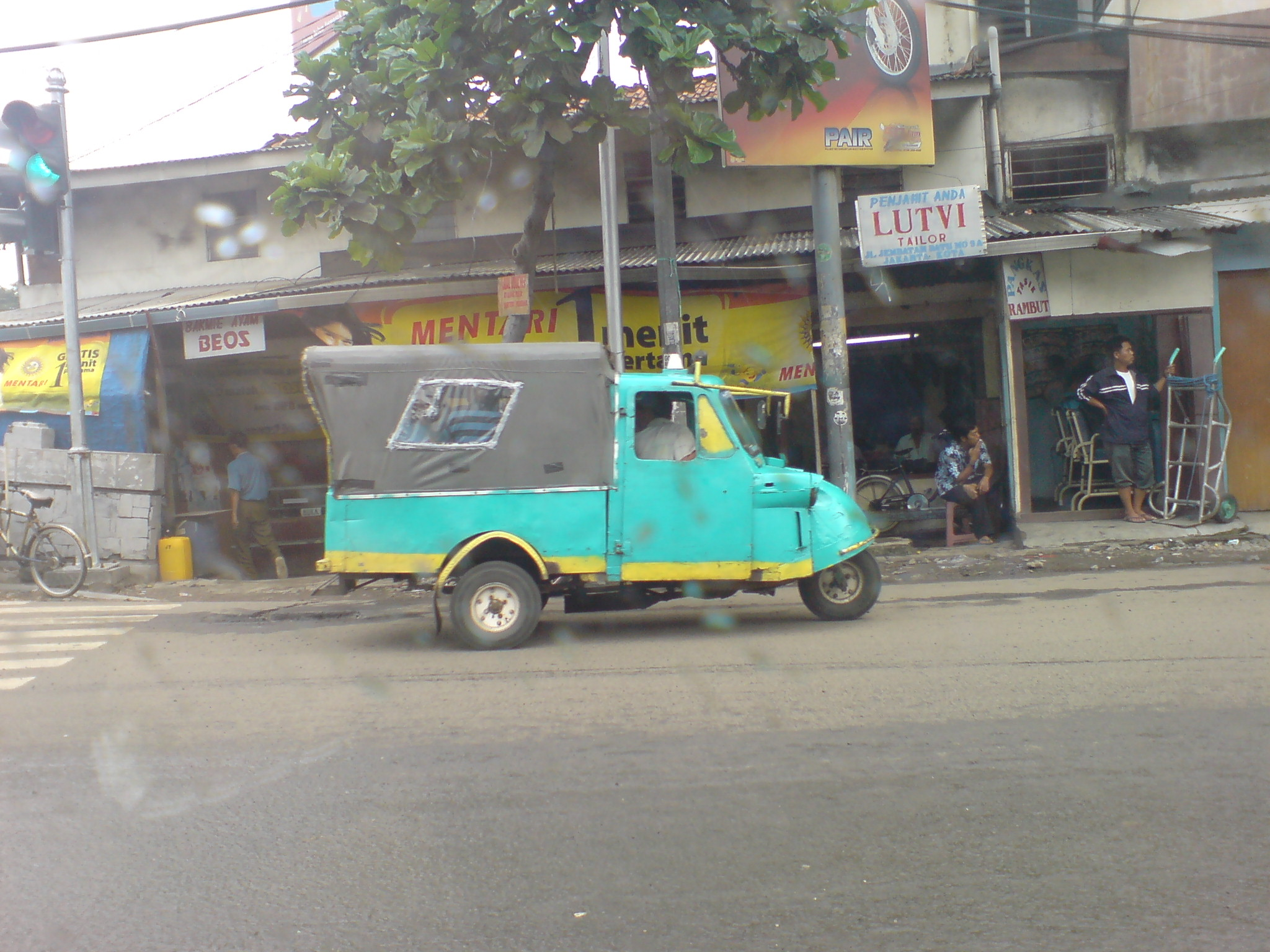

Бемо (индон. Bemo) — система небольших рейсовых микроавтобусов в Индонезии. Часто бемо имеют отдельную кабину для водителя и салон, оборудованный продольными (вдоль бортов) местами для сидения, вход в который осуществляется только сзади через дверь или просто проём. Бемо массово использовались до середины 1990-х годов, но сохранились и в настоящее время, преимущественно в небольших городах.
По сути, бемо является аналогом российской маршрутки. Предназначено для перевозки пассажиров на небольшие расстояния, для перевозки же на дальние расстояния используются обычные автобусы. На Бали и других небольших островах бемо является основным видом общественного транспорта и обеспечивает перевозку пассажиров между городом Денпасаром и небольшими городами острова.

## Оплата проезда

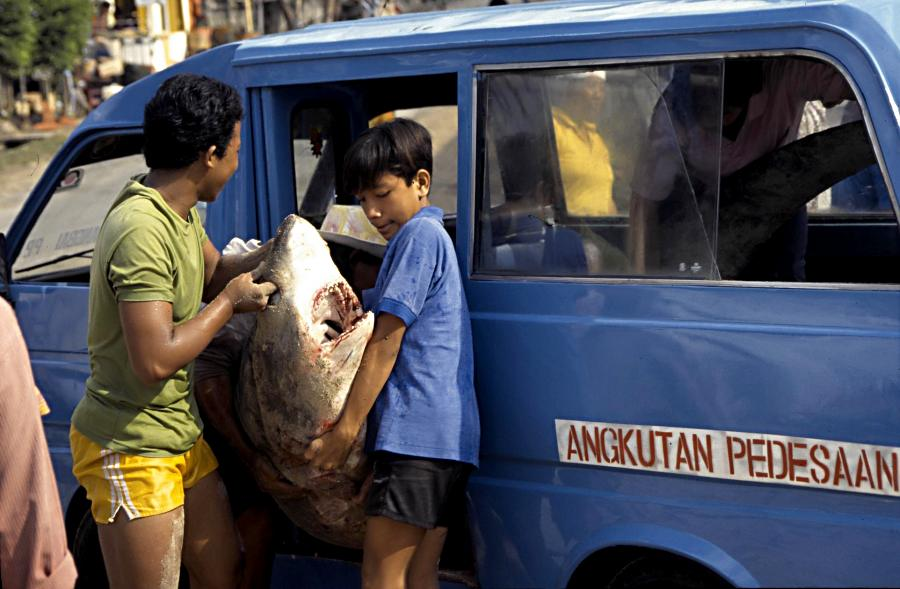

Бемо в Индонезии используется как всеобщее транспортное средство, поэтому его услуги недороги. Но водители могут запрашивать более высокую стоимость оплаты с туристов. Поэтому, если стоимость проезда путешествующему точно неизвестна, для избежания переплаты необходимо либо уточнить сколько стоит проезд у других пассажиров, либо платить водителю столько денег, сколько платят другие пассажиры.
Бемо также можно полностью арендовать. Для этого необходимо оплатить дополнительные расходы, которые включают в себя стоимость еды для шофёра и стоимость бензина. Аренда бемо позволяет договориться с водителем об изменении маршрута. На острове Бали в туристической зоне отклоняться от своего постоянного маршрута могут только бемо с жёлтыми номерами, в нетуристической зоне же любые.

## Вход и выход
Посадка в бемо осуществляется на остановках или специальных стоянках. Но водитель набирает пассажиров и по пути. В этом случае надо подать сигнал водителю движущегося бемо. «Голосуют» на дороге в Индонезии вытянув руку и направив ладонь вниз.
Для выхода из бемо в нужном месте нужно подать сигнал водителю. Это можно сделать, постучав в окно, либо сказав кири (в переводе с индонезийского означает слева) — подразумевается остановитесь слева (в Индонезии левостороннее движение).